# Chorges
Chorges er en fransk by og kommune beliggende i departementet Hautes-Alpes i Provence-Alpes-Côte d'Azur-regionen.
I januar 2008 var der 2.567 indbyggere.